# Adda (Bernicia)

Bernicia und seine Nachbarreiche

Adda war von ca. 560 bis ca. 568 ein früher König des angelsächsischen Königreiches Bernicia.

## Leben
Er war der älteste Sohn des Königs Ida (547–559/560) und folgte Glappa  (559–560), der in der älteren Forschung manchmal als sein Bruder aufgefasst wurde, auf den Thron. Im späten 6. Jahrhundert expandierte Bernicia nach Westen und Norden. Die Herrschaft Addas war von wechselvollen Kämpfen der Angeln mit den ansässigen Romano-Britanniern geprägt. Der Ort Addington (Lancashire) mit der patromymischen Silbe -ing steht möglicherweise mit den Nachkommen König Addas in Verbindung. Auf seine achtjährige Regierungszeit folgt die Herrschaft seines Bruders Æthelric. Nach abweichenden Angaben war Æthelric sein Sohn.